# Montagut (Gerona)
Montagut es una localidad española del municipio de Montagut i Oix, perteneciente a la provincia de Gerona, en la comunidad autónoma de Cataluña.

## Historia
A mediados del siglo XIX el lugar, por entonces cabeza de ayuntamiento, tenía contabilizada una población de 999 habitantes. Aparece descrito en el decimoprimer volumen del Diccionario geográfico-estadístico-histórico de España y sus posesiones de Ultramar de Pascual Madoz de la siguiente manera:

MONTAGUT (San Pedro): l. cab. de ayunt. que forma con Torallas en la prov. y dióc de Gerona (5 leg.), part. jud. de Olot (5), aud. terr. y c. g. de Barcelona (18): sit. al pie del monte de Ntra. Sra. del Cos, en un llano limitado por los r. Llierca y Fluviá, y á 1/2 hora de su confluencia; es el último pueblo de la parte occidental del Alto Ampurdan, conocida vulgarmente con el nombre de Garrotxa; su clima es templado y sano; las enfermedades comunes, son fiebres gástricas, é intermitentes, pulmonias y catarrales; reinan con frecuencia los vientos del E. ó marinada, y rara vez le combaten los del N., ó Tramontana, que tantos estragos causa en el Bajo Ampurdan. Tiene 110 casas, de las cuales 60 de construcion ant. y tosca, forman el cuerpo de la pobl., divididas en 6 calles cortas y mal empedradas y una plaza; las restantes se hallan diseminadas por el térm.; hay una escuela de instruccion primaria dotada con 1,100 rs. vn. concurrida por 60 alumnos; una igl. parr. (San Pedro) de la que es aneja la de San Jaime de Llierca, ó Palau de Montagut, y la de Ntra. Sra. de la Dehesa en el vecindario de Angles; se halla servida por un cura de primer ascenso, de provision real y ordinaria y un vicario, tambien existen ademas las capillas de San Sebastian, San Eudaldo y Ntra. Sra. del Cos; la primera sit. al estremo N. del pueblo, la segunda en la falda de las montañas del N. y la otra en la cúspide de la montaña de su nombre. El térm. confina N. Oix; E. Tortellá; S. Palau de Montagut, y O. Castellfollit, y Torallas ó Castellar de la Montana; se estiende 1 3/4 hora de N. á S. y 2 de E. á O. El terreno participa de llano y monte, es de secano, tenaz y arcilloso en muchas partes; sus aguas son escasas, y las del llano particularmente malas por el yeso que contienen; los vecinos se surten de las de pozos y cisternas para los usos domésticos, y de las de una fuente llamada el Raig; pasa por su confin al E. el r. Llierca, corriendo con intervalos por su cáuce bastante llano en direccion al S., y de considerable caudal de aguas en tiempo de lluvias, en cuyo caso se vadea, por un ant. puente de un arco, de 26 varas de elevacion; el r. Fluviá entra en este térm. por cerca de Castellfollit, donde se le agrega la riera de Carrera por la izq., y por la der. el riach. Turonell, en el remate oriental del despeñadero; á 1/4 de hora al N. de la pobl., hay en un barranco una fuente de aguas sulfurosas. Sus montes que se prolongan al SO, N. y O, incluso el nombrado de Ntra. Sra. del Cos, son boscosos, pedregosos, y de naturaleza caliza los de la parte N.; en ellos, como en la parte erial del llano, vejetan en abundancia las encinas, robles, mata baja, y plantas aromáticas. Los caminos locales de herradura, se hallan en mal estado, como igualmente la carretera de Olot á Besalú. El correo lo recogen los interesados en la administracion de la cab. del part. prod.: trigo, granos tardios, legumbres, patatas, esquisitos melones y calabazas, y todo género de hortalizas y abundantes frutas; cria algun ganado lanar y de cerda, y el mular y vacuno necesario para la labor, caza de liebres, perdices y conejos, y pesca de barbos, anguilas y truchas. ind.: un molino harinero, otro de aceite, un telar de tegidos de lana, otro de lienzo y arrieria; las mujeres y niños se ocupan en cardar lana para las fábricas de Olot. pobl. y riqueza inclusa su parr. 117 vec, 999 alm. cap. prod.: 5.170,400. imp.: 129,260.
(Madoz, 1848, p. 517)

En la actualidad pertenece al municipio de Montagut i Oix. En 2022 tenía empadronados 367 habitantes.

## Patrimonio

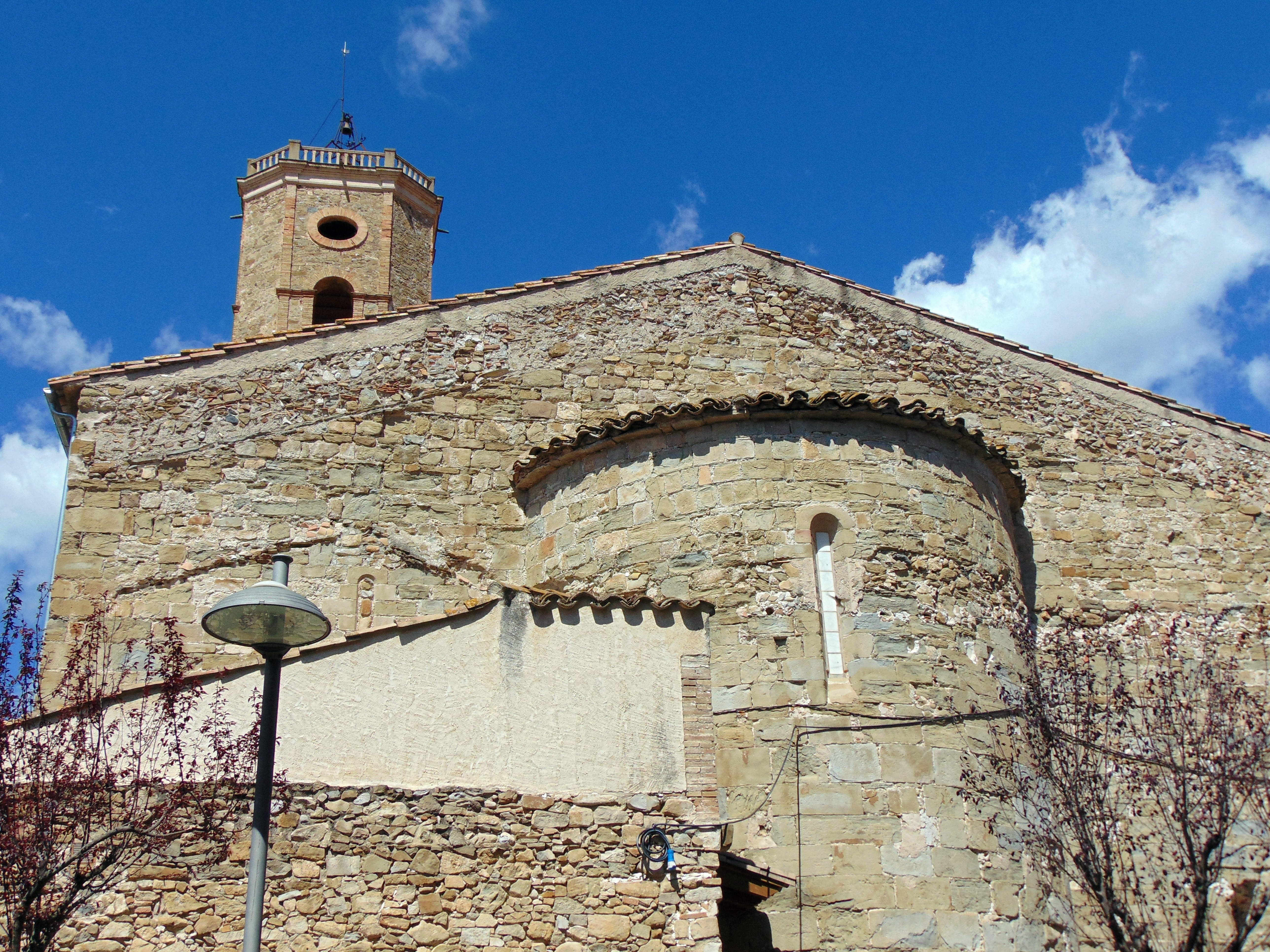
Iglesia de San Pedro

En la localidad hay una iglesia bajo la advocación de San Pedro.